# Llista de liceus de l'Uruguai
Aquesta és una la llista dels Liceus de l'Uruguai, públics i privats.

## Liceus públics
Els liceus públics uruguaians imparteixen l'educació secundària i pertanyen al Consell d'Educació Secundària (CES) de l'Administració Nacional d'Educació Pública (ANEP).
Hi ha 289 liceus públics, laics i gratuits, dels quals 72 es troben a Montevideo i 217 a la resta de l'Uruguai. El 2014 hi havia 221.137 estudiants matriculats en els liceus públics d'Uruguai.
| Any     | Imatge | Nom                                           | Ciutat     | Coordenades                                            |
| ------- | ------ | --------------------------------------------- | ---------- | ------------------------------------------------------ |
| 1882    |        | Liceo N° 34 Rafaela Villagrán de Artigas      | Montevideo |                                                        |
| 1911    |        | Liceo N° 35 Instituto Alfredo Vásquez Acevedo | Montevideo | 34° 54′ 13″ S, 56° 10′ 33″ O / 34.90361°S,56.17583°O   |
| 1912    |        | Liceo N°1 Ildefonso Pablo Estévez             | Tacuarembó | 31° 42′ 53″ S, 55° 59′ 11″ O / 31.714695°S,55.986300°O |
| 1912    |        | Liceo N° 1 Eduardo Fabini                     | Minas      |                                                        |
| 1912    |        | Liceo N° 1 Juan Luis Perrou                   | Colonia    | 34° 28′ 05″ S, 57° 50′ 41″ O / 34.468070°S,57.844769°O |
| 1913    |        | Liceo N° 1 Alfonso Espínola                   | San José   | 34° 20′ 17″ S, 56° 42′ 44″ O / 34.338156°S,56.712116°O |
| 1913    |        | Liceo N° 36 Instituto Batlle y Ordóñez        | Montevideo | 34° 50′ 58″ S, 56° 12′ 5″ O / 34.84944°S,56.20139°O    |
| 1916    |        | Liceo N° 1 José Enrique Rodó                  | Montevideo |                                                        |
| 1916    |        | Liceo N° 2 Héctor Miranda                     | Montevideo |                                                        |
| 1928    |        | Liceo N° 3 Dámaso Antonio Larrañaga           | Montevideo | 34° 53′ 15″ S, 56° 09′ 16″ O / 34.887580°S,56.154551°O |
| 1929    |        | Liceo N° 4 Juan Zorrilla de San Martín        | Montevideo | 34° 54′ 34″ S, 56° 10′ 08″ O / 34.909351°S,56.168938°O |
| 1930    |        | Liceo N° 5 José Pedro Varela                  | Montevideo |                                                        |
| 1930    |        | Liceo N° 1 Roberto Taruselli                  | Dolores    |                                                        |
| 1936 \| |        | Liceo N° 6 Francisco Bauzá                    | Montevideo | 34° 51′ 47″ S, 56° 12′ 29″ O / 34.862995°S,56.208094°O |
| 1937    |        | Liceo Manuel Rosé                             | Canelones  |                                                        |
| 1942    |        | Liceo N° 8 Instrucciones del año XIII         | Montevideo |                                                        |
| 1944    |        | Liceo N° 7 Joaquín Suárez                     | Montevideo | 34° 54′ 59″ S, 56° 9′ 13″ O / 34.91639°S,56.15361°O    |
| 1947    |        | Liceo N° 9 Instituto Eduardo Acevedo          | Montevideo |                                                        |
| 1947    |        | Liceo Militar General Artigas                 | Montevideo |                                                        |
| 1952    |        | Liceo N° 10 Carlos Vaz Ferreira               | Montevideo |                                                        |
| 1953    |        | Liceo N° 11 Bruno Mauricio De Zabala          | Montevideo |                                                        |
| 1963    |        | Liceo N° 3 José Pereira Rodríguez             | Salto      |                                                        |
| 1983    |        | Liceo N° 4 Horacio Quiroga                    | Salto      |                                                        |
| 1992    |        | Liceo N° 43 Rincón del Cerro                  | Montevideo |                                                        |
| 1994    |        | Liceo N° 6 Ceibal                             | Salto      |                                                        |
| 1996    |        | Liceo Nº 54 Juan Pablo Terra                  | Montevideo |                                                        |
| 2001    |        | Liceo N° 59 Felisberto Hernández              | Montevideo |                                                        |
| 2004    |        | Liceo N° 2 Jorge Calvete Ayestarán            | Chuy       |                                                        |
| 2005    |        | Liceo Nº 7 Paysandú                           | Paysandú   |                                                        |
| 2006    |        | Liceo Nº 7 Barrio Artigas                     | Salto      |                                                        |
|         |        | Liceo N° 75 Extraedad                         | Montevideo |                                                        |

## Liceus privats
| Any  | Imatge | Nom                                             | Coordenades                                          |
| ---- | ------ | ----------------------------------------------- | ---------------------------------------------------- |
| 1857 |        | Colegio y Liceo Alemán de Montevideo            | 34° 54′ 17″ S, 56° 09′ 19″ O / 34.90472°S,56.15528°O |
| 1889 |        | Colegio y Liceo Inmaculado Corazón de María     |                                                      |
| 1869 |        | Escuela y Liceo Elbio Fernández                 | 34° 53′ 05″ S, 56° 09′ 20″ O / 34.88472°S,56.15556°O |
| 1877 |        | Colegio Pío IX                                  |                                                      |
| 1879 |        | Instituto Crandon                               |                                                      |
| 1880 |        | Colegio del Sagrado Corazón                     |                                                      |
| 1908 |        | The British Schools                             |                                                      |
| 1908 |        | Liceo Francés Jules Supervielle                 | 34° 54′ 14″ S, 56° 07′ 46″ O / 34.90389°S,56.12944°O |
| 1934 |        | Colegio y Liceo Santa María                     | 34° 53′ 5″ S, 56° 9′ 20″ O / 34.88472°S,56.15556°O   |
| 1943 |        | Colegio Nacional José Pedro Varela              |                                                      |
| 1955 |        | Colegio Stella Maris                            |                                                      |
| 1964 |        | Instituto Preuniversitario Salesiano Juan XXIII |                                                      |
| 2002 |        | Liceo Jubilar Juan Pablo II                     |                                                      |
| 1935 |        | Colegio Sagrado Corazón                         |                                                      |